# 科热勒河畔埃南
科热勒河畔埃南（法語：Hénin-sur-Cojeul，法語發音：[enɛ̃ syʁ kɔʒœl]）是法国上法蘭西大區加来海峡省的一个市镇，属于阿拉斯区。

## 地理
科热勒河畔埃南（50°13'29"N, 2°50'4"E）面积6.81 平方千米，位于法国上法蘭西大區加来海峡省，该省份为法国北部沿海省份，西北濒北海，南至索姆省，东临北部省。
与科热勒河畔埃南接壤的市镇（或旧市镇、城区）包括：科热勒河畔圣马丹、讷维尔维塔斯、圣莱热、布瓦里贝克雷勒、克鲁瓦西耶。

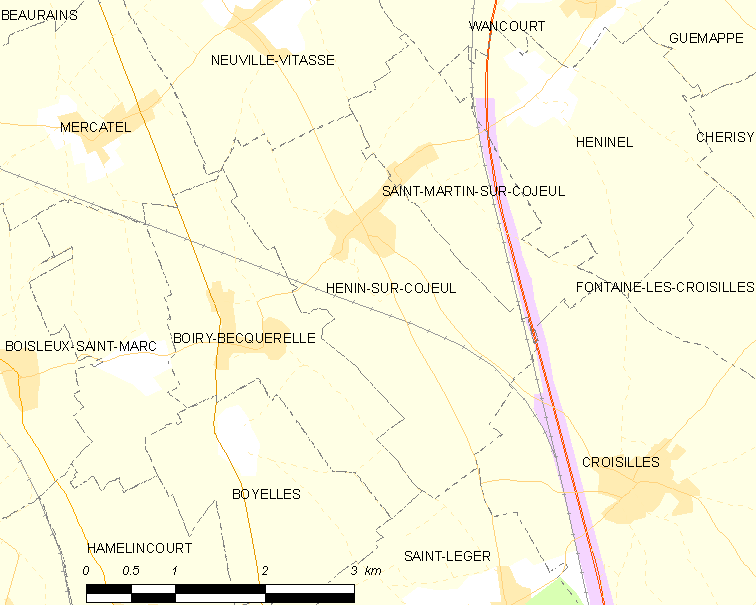
科热勒河畔埃南的OSM定位图

科热勒河畔埃南的时区为UTC+01:00、UTC+02:00（夏令时）。

## 行政
科热勒河畔埃南的邮政编码为62128，INSEE市镇编码为62428。

## 政治
科热勒河畔埃南所属的省级选区为阿拉斯第三县。

## 人口

1962-2008年间科热勒河畔埃南人口变化图示

科热勒河畔埃南于2022年1月1日时的人口数量为528人。